# Yo contigo, tú conmigo (Morat en Álvaro Soler)
Yo contigo, tú conmigo (The Gong Gong Song) is een nummer van de Spaans-Duitse zanger Álvaro Soler en van de Colombiaanse band Morat. Het nummer kwam uit op iTunes en Spotify op 16 juni 2017 en werd enkele maanden daarvoor geschreven en geproduceerd door Álvaro Soler in samenwerking met Morat voor de soundtrack van de film Gru 3: Mi villano favorito, de Spaanse versie van Despicable Me 3 van Illumination Entertainment en Universal Pictures, die in de zalen kwam op 30 juni 2017.

## Achtergrondgeschiedenis
Álvaro Soler en Morat ontmoetten elkaar op een festival in Spanje in 2016 en raakten bevriend. Ze besloten dat ze samen een lied wilden uitbrengen, en dat plan nam concrete vormen aan toen ze werden benaderd door Universal Pictures en Illumination Entertainment met de vraag of ze samen muziek wilden schrijven voor de soundtrack van Gru 3: Mi villano favorito. Hiervoor kwamen ze eind maart samen in een opnamestudio in Madrid, waar ze het nummer in anderhalve dag schreven en opnamen. Vervolgens werkten ze het elk afzonderlijk verder af: Álvaro in Berlijn en Morat in de Colombiaanse hoofdstad Bogota. Oorspronkelijk was het liedje alleen voor de film bedoeld, maar later werd besloten het ook als single uit te brengen.

## Videoclip
De videoclip voor Yo contigo, tú conmigo werd op 16 juni 2017 geplaatst op het YouTube-kanaal van Morat, MoratVEVO. Deze video werd opgenomen in mei 2017 in Mexico-Stad en geregisseerd door Pacho Flores. Beelden van Álvaro Soler en Morat die het nummer vertolken op een witte achtergrond met behulp van een akoestische gitaar, slagwerk en verscheidene andere instrumenten worden voortdurend afgewisseld met scènes uit de film Gru 3: Mi villano favorito. Het grote succes van de video valt af te lezen uit de meer dan 80 miljoen views die in een half jaar tijds werden geregistreerd op Youtube.

## Radio en streaming
De single kwam begin juli 2017 op één te staan op de Spaanse radio. Daarnaast behaalde de single drie maanden later de 15e plaats op de rangschikking van meest populaire platen op de radio in Polen. Ten slotte kreeg het lied in januari 2018 de zevende plaats op het jaaroverzicht van de meest gedraaide muziek op de Spaanse radio in 2017.

## Positie op de hitparades
| Lijst (2017)                       | Hoogste positie |
| ---------------------------------- | --------------- |
| Spanje (Top 50 Singles Promusicae) | 6               |
| Italië (Nationale Top 50)          | 14              |
| Polen (Nationale Top 50)           | 39              |

## RIAA-certificaties
| Land                                              | Certificatie |
| ------------------------------------------------- | ------------ |
| Spanje (Promusicae)                               | Platina      |
| Italië (Federazione Industria Musicale Italiana ) | Platina      |

## Prijzen
| Prijs              | Categorie       | Resultaat |
| ------------------ | --------------- | --------- |
| LOS40 Music Awards | Canción del Año | Gewonnen  |